# هاري بارتش
هاري بارتش (24 يونيو 1901 - 3 سبتمبر 1974) ملحن أمريكي ومنظّر موسيقي، ابتكر عددًا من الآلات الموسيقية الفريدة من نوعها. ألّف ألحانًا باستخدام مقاييس موسيقية ذات فترات غير متساوية من خلال الترنيم أو الترتيل فحسب، وكان واحدًا من أوائل الملحنين الغربيين ممن عملوا بشكل منهجي مستخدمين مقاييس النغمات الدقيقة، إلى جانب لو هاريسون خلال القرن العشرين. أوجد أدواته الخاصة ضمن آلية الضبط هذه التي يعزف عليها مؤلفاته، ووصف الطريقة التي اتبعها في نظريته وممارسته ضمن كتابه نشأة الموسيقا (سفر التكوين للموسيقا) (1947).
لحّن بارتش مستخدمًا سلَّم يقسم الأوكتاف إلى 43 نغمة غير متساوية مشتقة من السلسلة التوافقية الطبيعية؛ سمحت هذه المقاييس بنغماتٍ أكثر، بمسافاتٍ زمنية أصغر من الضبط الغربي المعياري الذي يستخدم اثني عشر من المسافات الزمنية المتساوية للأوكتاف. ابتكر بارتش، لعزف موسيقاه الخاصة، عديدًا من الآلات الفريدة بأسماء مثل Chromelodeon وQuadrangularis Reversum وZymo-Xyl. وصف بارتش موسيقاه بأنها حسيّة وميّزها عن الموسيقا البحتة أو المجردة التي عدّها اتجاهًا سائدًا في الموسيقا الغربية منذ عهد باخ. كانت مؤلفاته الأولى عبارة عن مقطوعات صغيرة الحجم نُغّمت للدعم الآلي؛ أما أعماله اللاحقة فكانت عبارة عن عروض مسرحية متكاملة واسعة النطاق، توقَّع فيها من كلِّ مؤدٍ، أن يغني ويرقص ويتحدث ويعزف على الآلات. أثّر المسرح الإغريقي القديم إضافة إلى المسرحين اليابانيين، النُّو والكابوكي، بشكل كبير على مسرحه الموسيقي.
تعلّم بارتش، بتشجيعٍ من والدته، العزف على عديدٍ من الآلات الموسيقية في سن مبكرة. ترك كلية الموسيقا في جامعة جنوب كاليفورنيا في عام 1922 لعدم رضاه عن نوعية أساتذته. بدأ الدراسة الذاتية في مكتبات سان فرانسيسكو حيث اكتشف عمل هرمان فون هلمهولتز أحاسيس النغمة، وأقنعه هذا العمل بتكريس نفسه للموسيقا على أساس المقاييس المضبوطة من خلال الترنيم فحسب. إلا أنه في عام 1930، أحرق جميع مؤلفاته السابقة رافضًا تقاليد الحفلات الموسيقية الأوروبية. تنقّل بارتش مرارًا في جميع أنحاء الولايات المتحدة. وكان عامِلًا مؤقتًا في بداية حياته المهنية وفي بعض الأحيان عامِلًا مهاجرًا؛ اعتمد لاحقًا على المنح والتعيينات الجامعية وبيع التسجيلات لإعالة نفسه. وفي عام 1970، أنشأ الداعمون له مؤسسة هاري بارتش لإدارة موسيقا وآلات بارتش.

## تاريخه الشخصي

### النشأة (1919-1901)
ولد بارتش في أوكلاند، كاليفورنيا في 24 يونيو في عام 1901. والده فيرجيل فرانكلين بارتش (1919–1860) ووالدته جيني (اسم الميلاد تشايلدرز، 1920–1863). وهما من المبشرين البريسبيتاريين (المشيخيين)، خدما في الصين منذ عام 1888 وحتى عام 1893، ومرة أخرى منذ عام 1895 وحتى عام 1900، وذلك عندما فرّا من ثورة الملاكمين.
انتقل بارتش مع عائلته إلى أريزونا من أجل صحة والدته. فعمل والده في دائرة الهجرة هناك، واستقرت العائلة في بلدة بينسون الصغيرة. كان الغرب الأمريكي القديم (التخوم الأمريكية) لا يزال هناك في أوائل القرن العشرين، وكثيرًا ما استذكر بارتش رؤية خارجين عن القانون في البلدة. كان ثمة في مكانٍ قريب، شعب ياكي الأصلي الذي استمع إلى موسيقاهم. غنت له والدته بلغة الماندراين الصينية وسمع أغانٍ كثيرة باللغة الإسبانية وغنّاها. شجعت الأم أطفالها على تعلّم الموسيقا، فتعلّم هو العزف على المندولين والكمان والبيانو والقَدَمِيَّة والشّياع، وعلمته والدته أيضًا تدوين الموسيقا.
انتقلت العائلة إلى ألباكركي، نيو مكسيكو في عام 1913، حيث بدأ بارتش دراسة البيانو بجديّة. حصل على عمل للعزف على آلات المفاتيح لعددٍ من الأفلام الصامتة في أثناء وجوده في المدرسة الثانوية. وفي سن الرابعة عشرة، كان يؤلف مقطوعات للبيانو.
تخرج بارتش من المدرسة الثانوية في عام 1919.

### تجاربه المبكرة (1947-1919)
انتقلت العائلة إلى لوس أنجلوس في عام 1919 بعد وفاة والد بارتش. وهناك توفيت والدته في حادث ترام في عام 1920. التحق بارتش بمدرسة الموسيقا في جامعة جنوب كاليفورنيا في عام 1920، لكنه كان غير راضٍ عن معلّميه وترك المدرسة بعد صيف عام 1922. انتقل إلى سان فرانسيسكو ودرس كتب الموسيقا في المكتبات هناك واستمر في التأليف. في عام 1923، رفض التعديل المعياري المتساوي ذي الاثني عشر نغمة لموسيقا الحفلات الغربية عندما اكتشف ترجمة لعمل هرمان فون هلمهولتز «أحاسيس النغمة». وجّه الكتاب بارتش نحو الترنيم فحسب كأساس صوتي لموسيقاه. في هذا الوقت تقريبًا، وفي أثناء عمله كمرشد لأوركسترا لوس أنجلوس الفيلهارمونية، أقام علاقة رومانسية مع الممثل رامون نوفارو المعروف آنذاك باسم ميلاده رامون سامانييغو؛ قطع سامانييغو هذه العلاقة عندما بدأ يحقق النجاح في مسيرته التمثيلية.
مع حلول عام 1925، كان بارتش يضع نظريته موضع التنفيذ من خلال تطوير أغلفة ورقية للكمان والفيولا مع عزف الأصابع بالتنغيم فحسب، وكتب رباعية وترية باستخدام مثل هذه الآلية في الضبط. كتب نظرياته في مايو من عام 1928 في المسودة الأولى لكتابٍ سُمي آنذاك «إيضاح المونوفوني». أعال نفسه خلال هذا الوقت بممارسته مجموعة متنوعة من الوظائف، بما في ذلك تدريس العزف على البيانو وتدقيق الطباعة والعمل كبحار. قرر بارتش كسر التقاليد الأوروبية تمامًا فأحرق جميع مقطوعاته الموسيقية السابقة في موقدٍ في نيو أورليانز من عام 1930.
كان لدى بارتش صانع كمان في نيو أورليانز يصنع فيولا بلوحة ملامس (ملعب أصابع) تشيلو. استخدم هذه الآلة التي يُطلق عليها اسم «فيولا مُعدَّلة»، لكتابة موسيقا مستخدمًا مقياس من تسعة وعشرين نغمة للأوكتاف. تعود أقدم أعمال بارتش التي بقيت على قيد الحياة إلى تلك الفترة، بما في ذلك الأعمال المستندة إلى آيات الكتاب المقدس وشكسبير، وسبعة عشر قصيدة غنائية للي بو بناءً على ترجمات الشعر الصيني للشاعر لي باي. أدى بارتش موسيقاه في سان فرانسيسكو ولوس أنجلوس مع مغنيي السوبرانو اللواتي وظفهن، في 9 فبراير من عام 1932. اجتذب العرض الذي أقيم في جمعية الموسيقا الجديدة التابعة لهنري كويل في كاليفورنيا كثيرًا من التقييمات. أرسلت مجموعة خاصة من الرعاة الممولين بارتش إلى نيويورك في عام 1933، حيث قدم عروضًا فردية وحصل على دعم عدد من الملحنين: روي هاريس وتشارلز سيجير وهنري كويل وهوارد هانسون وأوتو لوينينغ ووالتر بيستون وآرون كوبلاند.
تقدّم بارتش بطلب للحصول على منح غوغنهايم في عامي 1933 و1934 لكن دون جدوى. منحته مؤسسة كارنغي في نيويورك 1500 دولار كي يتمكن من إجراء بحث في إنجلترا. قدّم قراءات في المتحف البريطاني وسافر في أرجاء أوروبا. التقى بارتش مع ويليام بتلر ييتس في دبلن وأراد أن يضبط ترجمته لكتاب سوفوكليس الملك أوديب، على موسيقاه؛ درس نبرة الصوت المنطوقة في تلاوة ييتس للنص. بنى بارتش أداة لوحة المفاتيح، الأرغن اللوني الذي استخدم مقياسًا بثلاثة وأربعين نغمة للأوكتاف. التقى بعالمة الموسيقا كاثلين شليزنغر التي أعادت ابتكار قيثارة يونانية قديمة، مسترشدةً بالصور التي وجدتها على مزهرية في المتحف البريطاني. رسم بارتش رسومات تخطيطية للآلة في منزل كاثلين وناقش معها نظرية موسيقا اليونان القديم. عاد بارتش إلى الولايات المتحدة في عام 1935 في ذروة الكساد الكبير وقضى تسع سنوات عابرة، غالبًا، كعاملٍ مؤقت مهاجر، وكان يحصل أحيانًا على عمل أو على منح من منظمات مثل مشروع الكتّاب الفيدراليين. خلال الأشهر الثمانية الأولى من هذه الفترة، احتفظ بارتش بمجلة نُشرت بعد وفاته تحت عنوان «الموسيقا المُرّة». ضمّن بارتش تدوينًا لنبرات صوت كلام الأشخاص الذين التقاهم في أسفاره. واستمر في تأليف الموسيقا وابتكار الآلات وتطوير كتابه ونظرياته وإجراء تسجيلاته الأولى. أجرى تعديلاتٍ نفذها النحات والمصمم الصديق غوردون نيويل، على رسومات القيثارة التي رسمها في إنجلترا. وبعد أن أخذ بعض الدورات التدريبية في مجال الأعمال الخشبية في عام 1938، بنى أول قيثارة له في بيغ سور، كاليفورنيا، وفق مقاسٍ يساوي ضعف حجم قيثارة شليزنغر تقريبًا. في عام 1942 في شيكاغو، صنع جهاز Chromelodeon الخاص به، وهو جهاز آخر من القصب ذو 43 نغمة. كان بارتش يقيم على الساحل الشرقي للولايات المتحدة عندما حصل على منحة غوغنهايم في مارس من عام 1943 لصنع الآلات وإكمال دورة مونوفونيك مكونة من سبعة فصول. وفي 22 أبريل من عام 1944، قدم بارتش العرض الأول لسلسلة مؤلفاته أمريكانا، في قاعة موسيقا كارنيجي تشامبر التي نظمتها رابطة الملحنين.